# Gwazda
Gwazda (ros. Гвазда) – wieś w Rosji, w obwodzie woroneskim, w rejonie buturlinowskim. W 2010 liczyła 2508 mieszkańców.